# Earthrace motorcsónak
Az Earthrace egy háromtestű motorcsónak, amely képes átfúródni a hullámokon. A Calibre Boats cég építette 1,25 millió dollárért az új-zélandi Aucklandben, hogy megdöntsék a Föld körüli, biodízellel hajtott motorcsónakázás gyorsasági rekordját. Habár a legfőbb cél 20-25 csomóval menni folyamatosan 65 napon keresztül. Tehát a csónak minél hosszabb ideig tartó folyamatos működése jelenti az igazi kihívást és nem a legnagyobb sebesség. 14 hónapig tartó munka és több mint 18 000, laborban eltöltött munkaóra után 2006. február 24-én bocsátották először vízre és májusban kezdtek el kísérletezni vele.

## Felépítés
A hajótest vázát szendvics-szerűen építették fel. A külső réteg külső oldala 3 réteg karbonból, 1 réteg kevlárból és 1 réteg üvegszálból készült, a belső oldala 3 réteg karbonból. Ezek zárják körbe a belső, 40 milliméteres hab magot. A karbon erőssé ugyanakkor könnyűvé teszi a hajót, míg a kevlár kitűnően ellenáll az ütközéseknek .
Az Earthrace egy háromtestű hajó, amelynek mindhárom teste átfúródik a hullámon. Ez azt jelenti, hogy a hajó nem a hullám fölött megy, hanem a hullámon keresztül. Ezt úgy is hívják, hogy stabilizált egytestű hajó. A konstrukció lényege, hogy a hajó gyorsabban megy a viharos tengeren.
Elméletileg akár 15 méteres hullámon is keresztülmegy, a próbák során eddig csak 12 méteres hullámban bizonyított. A hullámokon való átfúródást a hajó sebessége, az üzemanyag mennyiség és a hajóorrban levő speciális tartályba történő víz bepumpálása szabályozza. Ebbe a tartályba akár 2,5 tonna vizet is fel lehet pumpálni. Minél több víz van a tartályban és minél nagyobb a hajó sebessége, annál hatékonyabban megy keresztül a hullámon. A határ tulajdonképpen a személyzet fizikai képessége, amellyel még képes irányítani a hajót a hatalmas hullámokban. Szélcsendben ez a hajó nem szolgáltat különlegességet, viszont viharban félelmetes. Kétszer tesztelték 12 méteres hullámban a hajót Új-Zéland partjainál. Először a Cook-szorosban 80 csomós szélben, majd egy viharban Új-Zéland nyugati partjainál. Mindkét esetben sértetlenül jutott át. A hullámba való befúródáskor heves mozdulatok jellemzőek, aztán a motor, illetve a hullámok zaja, ahogy átmegy az ember fölött. Bemenetelkor hirtelen sötétség jön, majd ismét világosság a hullám túlsó oldalán.
A szarvak, amelyek tökéletesen, hozzáférhetetlenül zártak, lehetővé teszik a motortér ventilációját. Ez két csővezetéken keresztül történik. A felső cső kivezeti a meleg levegőt a motortérből a levegőbe, az alsó pedig kívülről szállít hideg levegőt a motorhoz. Nagy hullámokban a szarvak egy rövid időre víz alá kerülnek, de mivel a csővezeték hátrafelé néz, csak kevés víz megy be.
A külvilláknak fontos szerepük van: stabilitást biztosítanak víz alatt és fölött egyaránt, valamint kiemelik a főtestet, ami által kevesebb üzemanyagot fogyaszt a hajó. Ez segíti a személyzetet a minél nagyobb sebesség eléréséhez. Ezenkívül ezek a külvillák a főtest nyomdokvízében haladnak, ami szintén hatékonnyá teszi ezt a hajót. A két külvilla, amelyek a padló alatti üzemanyagtartályba csatlakoznak, 250000 dollárnyi karbont tartalmaznak, 66 réteget tesznek ki. 1500 óra alatt készül el egy külvilla, amely golyóálló.
A hajónak legalább 24 órára van szüksége ahhoz, hogy elsüllyedjen. Ennek köszönhető hogy elsüllyedésekor a legénység ki tudott menekülni az értük küldött motorcsónakokba. Amennyiben felborul, nehéz kimenekülni, mivel a fedélzeti nyílás víz alá kerül. Az evakuáláshoz a hajó orránál lévő hálófülkében elhelyezett baltával egy lyukat kell vágni a hajó oldalán.

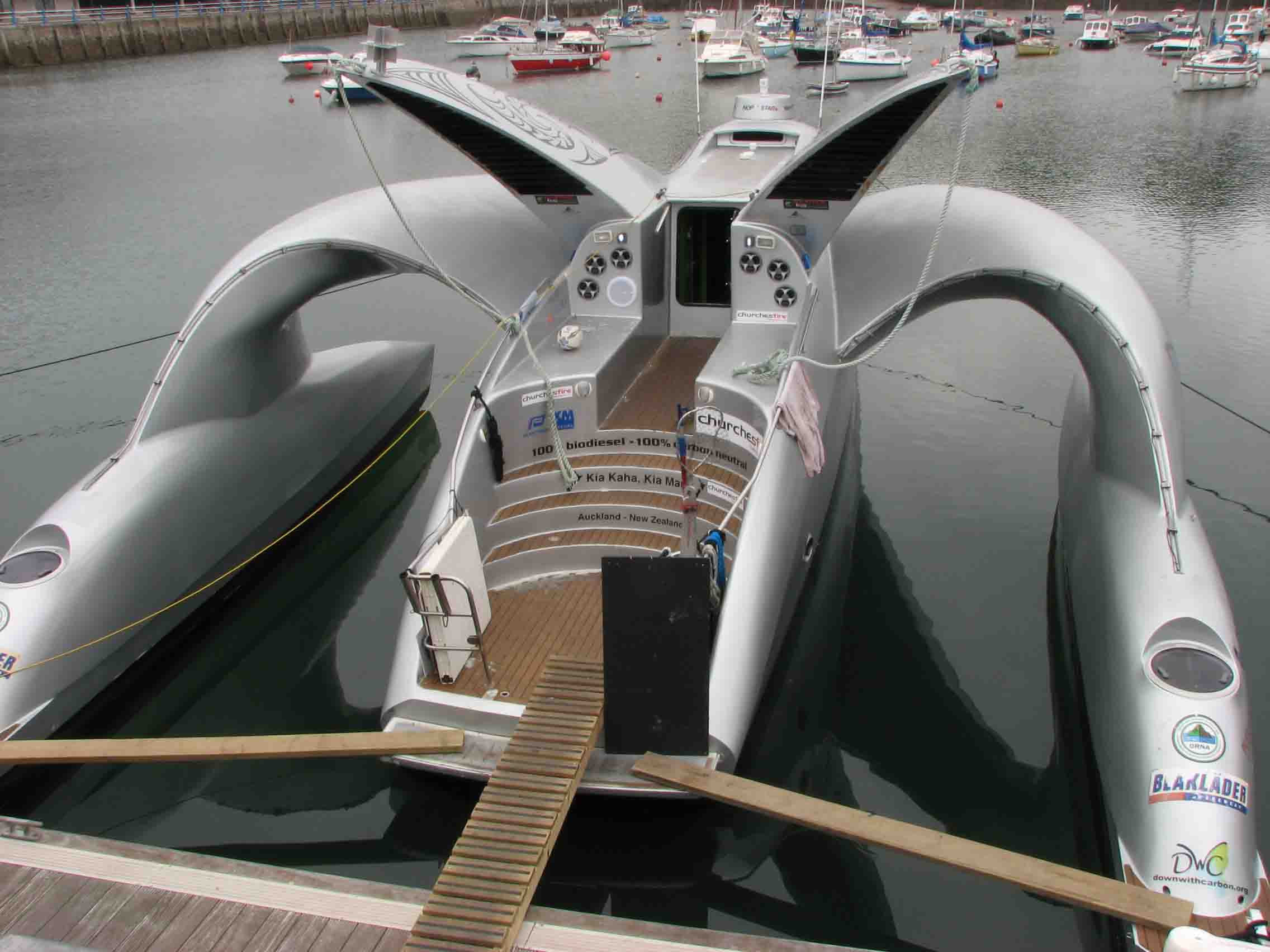

## Rekordkísérletek

### A 2007-es rekordkísérlet
A cél a brit Cable & Wireless hajó 74 napos 20 órás 58 perces rekordjának megdöntése volt. A kísérlet 2007. március 10-én indult Barbadosról, de különböző technikai problémák miatt késlekedett. Egy motorhiba Palau közelében 8 napos késést eredményezett. Majd március 19-én Guatemalanál összeütközött egy helyi halászhajóval. Az Earthrace legénysége közül senki nem sérült meg, a halászhajón viszont egy ember életét vesztette. Ez egy újabb 10 napos késést eredményezett. A csapat végül elhatározta, hogy újra rajtolnak. 2007 április 7-én San Diegóból indultak el, de május 31-én félbeszakították, mert egy repedést fedeztek fel a főtestben, amint elhagyták Malagát.

### A 2008-as rekordkísérlet
Miután Sagunto kikötőjében, Valencia közelében helyrehozták a hajót, tengeri próbautak következtek. A második rekordkísérlet 2007. április 27-én indult. Az útvonal a következő volt:
- Sagunto – Azori-szigetek: 3 nap
- Azori-szigetek – Puerto Rico: 3 nap
- Puerto Rico – Panama: 3 nap
- Panama – Manzanillo (Mexikó): 3 nap
- Manzanillo – San Diego: 3 nap
- San Diego – Hawaii: 5 nap
- Hawaii – Majuro (Marshall-szigetek): 5 nap
- Majuro – Koror (Palau): 5 nap
- Koror – Szingapúr: 5 nap
- Szingapúr – Kochi (India): 5 nap
- Cochin – Szalála (Omán): 4 nap
- Salalah – Szuezi-csatorna: 4 nap
- Szuezi csatorna – Sagunto: 4 nap

2008. június 27-én 14 óra 24 perckor célba ért az Earthrace, mellyel felállította az új rekordot: 60 nap 23 óra 49 perc. Ez pedig 13 nappal 21 órával és 9 perccel jobb, mint amit a Cable & Wireless nevű (mai nevén: Brigitte Bardot hajó, ami most a Sea Shepherd hajója) hajó 1998-ban felállított rekordja.

## Külső hivatkozások
- Earthrace hivatalos honlap